# 10004 Igormakarov
10004 Igormakarov (Provisorisk beteckning: 1975 VV2) är en asteroid i asteroidbältet, upptäckt 2 november 1975 av den ryska astronomen Tamara Mikhaylovna Smirnova vid Krims astrofysiska observatorium i Nauchnyj, Krim. Asteroiden har fått sitt namn efter den rysk-sovjetiske vetenskapsmannen Igor Makarov (1927–2013), som bland annat gjort sig känd för sin forskning inom Artificiell intelligens.